# Hitchhiker
Hitchhiker is het 37e studioalbum van de Canadese singer-songwriter Neil Young. Het werd uitgebracht op 8 september 2017 bij Reprise Records. Het album is opgenomen op 11 augustus 1976 maar nooit eerder uitgebracht.
Het album zou eerst uitgebracht worden op 14 juli, dit werd verplaatst naar 4 augustus en later naar 8 september 2017.

## Tracklist
Alle muziek en teksten zijn geschreven door Neil Young. 
| Nr. | Titel                 | Duur |
| --- | --------------------- | ---- |
| 1.  | Pocahontas            | 3:27 |
| 2.  | Powderfinger          | 3:23 |
| 3.  | Captain Kennedy       | 2:52 |
| 4.  | Hawaii                | 2:38 |
| 5.  | Give me strenght      | 3:40 |
| 6.  | Ride my llama         | 1:50 |
| 7.  | Hitchhiker            | 4:37 |
| 8.  | Campaigner            | 4:19 |
| 9.  | Human highway         | 3:17 |
| 10. | The old country waltz | 3:37 |